# Günter Rippel
Günter Rippel (* 6. September 1943 in Gerten, Landkreis Podersam; † 12. Mai 2019) war ein Handwerkskammernpräsident.

## Werdegang
Rippel besuchte die Volks- und Oberrealschule und machte anschließend die Lehre zum Straßenbauer. Er studierte Ingenieurbau an der Johannes-Kepler-Fachhochschule Regensburg und erwarb 1966 den Grad des Diplom-Ingenieurs. Im selben Jahr trat er in die Abteilung für Kraftwerksbau der Isar-Amperwerke ein. 1969 wechselte er zur elterlichen Tiefbaufirma, die er 1980 als geschäftsführender Alleingesellschafter übernahm.
Von 1980 bis 1987 war er Obermeister der Bau-Innung Schwabach-Roth-Hilpoltstein und in dieser Zeit auch Mitglied des Vorstands der Kreishandwerkerschaft Mittelfranken-Süd. 1987 wurde er Vizepräsident der Handwerkskammer für Mittelfranken, deren Präsident er von 1989 bis 1997 war. Er saß außerdem im Vorstand des Bayerischen Handwerkstags, im Präsidium und im Handwerksrats des Zentralverbandes des Deutschen Handwerks, im Aufsichtsrat der NürnbergMesse und von 1992 bis 1997 im Bayerischen Senat.
Von 1972 bis 1978 gehörte er dem Rat der Stadt Roth an.